# Now, Voyager
Now, Voyager is een film uit 1942 onder regie van Irving Rapper. De film is gebaseerd op het boek van Olive Higgins Prouty.

## Verhaal
Charlotte leeft als een kluizenaar, vanwege een minderwaardigheidscomplex dat ze heeft gekregen door het gedrag van haar dominante moeder. Haar schoonzuster maakt zich daar erg zorgen om en laat een psychiater bij haar langskomen. Tijdens het bezoek van de psychiater stort Charlotte volledig in door het getreiter van haar nichtje. Charlotte wordt opgenomen in de kliniek van de psychiater. De psychiater raadt haar aan via een cruise naar Zuid-Amerika te gaan om gelukkig te worden. Hier ontmoet ze Jerry.

## Rolverdeling
| Acteur           | Personage                 |
| ---------------- | ------------------------- |
| Bette Davis      | Charlotte Vale            |
| Paul Henreid     | Jerry Durrance            |
| Claude Rains     | Dokter Jaquith            |
| Bonita Granville | June Vale                 |
| Gladys Cooper    | Mevrouw Henry Windle Vale |
| John Loder       | Elliot Livingston         |
| Mary Wickes      | Zuster Dora Pickford      |